# Christian Hecq
Christian Hecq (Nijvel, 24 mei 1964) is een Belgische acteur en komiek.

## Biografie
Na zijn middelbaar in het Saint Vincentcollege te Zinnik studeerde Hecq aan de Institut national supérieur des arts du spectacle et des techniques de diffusion te Brussel.
Sinds 2000 is hij woonachtig te Parijs. In is verbonden aan de Comédie-Française sinds 2008 alwaar hij sinds 2013 als volwaardig lid is opgenomen.

## Eerbetoon
- 2000 - nominatie Molière Beste komische bijrol voor La Main passe
- 2011 - Molière voor Beste komiek.[1]
- 2016 - Molière voor Beste komiek.